# いとうのいぢ
いとう のいぢ（1977年8月9日 - ）は、日本のゲームクリエイター、グラフィッカー、原画家、イラストレーター。ソフパルのアダルトゲームブランド・ユニゾンシフト所属。兵庫県加古川市出身、大阪市在住。既婚者。

## 略歴
高校時代に高河ゆん・CLAMPの絵やカプコン・SNKの格闘ゲームに触れ、キャラクターデザイナーの道を志す。専門学校卒業後、株式会社ソフパルに入社、ユニゾンシフト所属となる。大阪で勤められるゲーム制作会社という基準で探し、同時期に別のコンシューマ系下請け会社にも就職が内定していたが、自宅から遠いにもかかわらず交通費が出ないと言われたためソフパルを選んで入社したが、面接後に同社がアダルトゲームを作る会社だと知ったという。その後、3〜4年グラフィッカーとしてCGを勉強、1999年に『Be-reave』で原画家としてデビュー。以後同社の主力原画家として活躍。その後、作風を徐々にマイナーチェンジしていき、『わんもあ@ぴぃしぃず』の制作段階で現在の作風が確立。 2006年に発売された『ななついろ★ドロップス』が翌2007年に、自身が手がけたゲーム作品としては初のテレビアニメ化を果たす。また、ライトノベル『灼眼のシャナ』・『涼宮ハルヒシリーズ』などの挿絵を手がけるイラストレーターとしても活躍、「このライトノベルがすごい! 2008」で女性イラストレーター部門ランキングで一位となるなど人気を博し、現在に至る。

## 人物・エピソード
ペンネームの由来は、“いとう”はSIAM SHADEのギターリストDAITA（本名・伊藤大太）から、“のいぢ”はSEX MACHINEGUNS（当時）のベースNOISYからとったものである。英文名公式表記は“Ito Noizi”、もしくは“Noizi Ito”である。
下の名前の本名は「珠里」。
自画像はピンク地に黄色の水玉模様の宇宙人であり、2006年夏のコミックマーケット70でぬいぐるみ“いとうのいぢ”として立体化・商品化され、『ななついろ★ドロップス』のテレビアニメ、『灼眼のシャナ』の小説の挿絵にも登場している。
普段の行動は天然ボケ的なものが多いらしく、ユニゾンシフトの公式サイト内にあるスタッフ日記『スタッフ空間 ゆにぞーん』では「のいぢ事件簿」としてよく取り上げられており、コミックマーケットで限定販売される冊子やゲームソフトの初回特典では『のいぢ事件簿スペシャル』が編纂されることもある。
タレントの中川翔子はブログで「のいぢさんがお姉さんで驚いた」と語っている。中川が『涼宮ハルヒの憂鬱』や『灼眼のシャナ』のファンな事もあって交友があり、中川本人から直筆サイン入りCDや写真集を贈ってもらい率直に嬉しいと語っている。その時中川筆のハルヒやシャナのイラストが添えられていたが「確実に絵がうまくなっている」と評した。
手がけた作品のイベント類には積極的に参加、原画家としては比較的顔と肉声が知られている方である。『灼眼のシャナ』ではテレビアニメのアフレコ現場に見学、出演声優の伊藤静に抱きつかれている。『ななついろ★ドロップス』ではラジオ番組『ななついろ★RADIO!サマースペシャル』（2007年8月18日）などに出演、アニメ出演声優らと討論を行った。
好きなシチュエーションは「元気良くパンチラしてる女の子とか」。
『灼眼のシャナ』シリーズの挿絵の仕事は2002年の8月頃に連絡があり、初めての挿絵の仕事であったため嬉しさから本屋に見に行ったが売っておらず「嫌がらせされてるのかな」と思ったことや、『シャナ』の担当の三木から「即日重版がかかるくらいの人気なので、きっと売り切れたんですよ」と聞いて凄く驚いたことが語られている。また、『灼眼のシャナ』シリーズの画集では、いとうのいぢがお題（要望）を出し、『シャナ』の作者の高橋弥七郎がお題に答える形で書かれた短編が毎回収録されているなど、作品自体にも多少関わっている。
『涼宮ハルヒ』シリーズでは、原作者の谷川流の担当編集者がネットサーフィンしている内にいとうのホームページが目に留まったのがきっかけ。谷川自身はアダルトゲームも同人も知らない人物で、いとうの起用は全くの偶然であった。後にアニメ版『涼宮ハルヒの憂鬱』の大ヒットにより谷川にマスコミの取材があった際、谷川はその席上で「ハルヒが売れた理由はいとうのいぢさんの絵とアニメスタッフのお陰」とコメントしている。

## 作品リスト

### アダルトゲーム
- Be-reave （原画）
- 忘レナ草 〜Forget-me-Not〜 （原画）
- こもれびに揺れる魂のこえ （企画・原画）
- Peace@Pieces （企画・原画）
- わんもあ@ぴぃしぃず （企画・原画）
- ななついろ★ドロップス （企画・原画）
- Flyable Heart （原画）
- 君の名残は静かに揺れて （原画）
- Flyable CandyHeart （原画）

### 一般ゲーム
- セカンドノベル 〜彼女の夏、15分の記憶〜（日本一ソフトウェア、『二十一番の喪失』イラスト）
- ダンシングソード 〜閃光〜（エム・ティー・オー、キャラクターデザイン）
- GUILTY GEAR（アークシステムワークス、ミッションイラスト）
- ななついろ★ドロップスPure!!（メディアワークス（現・KADOKAWAアスキー・メディアワークスBC制作、KADOKAWA角川ゲームスBC発売）、企画・原画）
- シャイニング・フォース フェザー（セガ、キャラクターデザイン）
- 神様と運命革命のパラドクス（日本一ソフトウェア、キャラクターデザイン）
- ファイアーエムブレム ヒーローズ（任天堂、一部キャラクターデザイン）
- 新サクラ大戦（セガゲームス、一部キャラクターデザイン）
- サクラ革命～華咲く乙女達～（セガ、キャラクターデザイン）

### アニメ
- Another （キャラクター原案）
- 劇場版 とある魔術の禁書目録 -エンデュミオンの奇蹟-（衣装デザイン協力）※はいむらきよたか、ゆーげん、凪良と共同担当
- コンクリート・レボルティオ〜超人幻想〜（キャラクター原案・コンセプトデザイン）※氷川へきる、平尾リョウと共同担当
- 天久鷹央の推理カルテ（キャラクター原案）

### イラスト・挿絵
書籍
- 高橋弥七郎『灼眼のシャナ』シリーズ[4]、『カナエの星』シリーズ（メディアワークス電撃文庫）
- 谷川流『涼宮ハルヒ』シリーズ（角川書店スニーカー文庫）
- 小林正親『Peace@Pieces』（エンターブレインファミ通文庫）
- 市川環『ななついろ★ドロップス』（エンターブレインファミ通文庫）、『A Clockwork Ley-Line 運命の廻る森』（ユニゾンシフト ブックス）
- 赤坂香夜『ななついろ★ドロップス　Pure!!』イラスト担当（メディアワークス電撃文庫）　挿絵：たかみ裕紀
- 神野正樹『bee-be-beat it!』（富士見書房ドラゴンエイジPure）
- 高橋留美子『うる星やつら』新装版第13巻 ラムのイラスト寄贈（小学館）
- 筒井康隆『ビアンカ・オーバースタディ』（星海社）、『時をかける少女』（角川書店角川つばさ文庫）
- 綾辻行人『Another』（角川スニーカー文庫）
- 角川まんが学習シリーズ 「日本の歴史」 3巻：雅なる平安貴族（KADOKAWA）カバーイラスト[5]
- 知念実希人『天久鷹央』シリーズ（新潮文庫nex、実業之日本社文庫）
- 知念実希人『天久翼の読心カルテ 神酒クリニックで乾杯を』（実業之日本社文庫）
- 市川珠輝『暗殺候補生 蒼き薔薇のエヴァレット』（集英社ダッシュエックス文庫）
- 辻真先『僕らを育てたシナリオとミステリーのすごい人4』（アンド・ナウの会）カバーイラスト
- 筒城灯士郎『ビアンカ・オーバーステップ』（星海社）
- コミックマーケット98カタログ表紙イラスト[6]

アニメ
- 月詠 〜MOON PHASE〜（第15話エンドカード）
- かなめも（第12話エンドカード）
- 俺の妹がこんなに可愛いわけがない（第10話エンディング）
- 俺たちに翼はない（第6話エンドカード）
- ソードアート・オンライン（第5話提供バック）
- 問題児たちが異世界から来るそうですよ?（第1話エンドカード）
- 彼女がフラグをおられたら（第12話エンドカード）

### イラストノベル
- 「とある清秋祭前夜の一幕」（『電撃文庫MAGAZINE』2008年11月増刊号読み切り作品）

### 漫画
- 「夢みるヴァンパイア」 （エンターブレイン『マジキュー』）　後に『紅蓮』に収録。

### 画集
- 『いとうのいぢ画集 紅蓮 -ぐれん-』（メディアワークス、2005年） ISBN 4-8402-2898-1
- 『いとうのいぢ画集II 華焔 -かえん-』（メディアワークス、2007年） ISBN 978-4-8402-3987-5
- 『いとうのいぢ画集ハルヒ主義』（角川書店、2009年4月） ISBN 978-4-04-854298-2
- 『いとうのいぢ画集III 蒼炎 -そうえん-』（メディアワークス、2009年8月） ISBN 978-4-04-867990-9
- 『いとうのいぢ画集 ハルヒ百花』（角川書店、2013年5月） ISBN 978-4-04-110408-8
- 『いとうのいぢ画集 結 遮那 -シャナ-』（メディアワークス、2013年8月） ISBN 978-4-04-891321-8

### その他
- 日本橋プロジェクトイメージキャラクター「音々（ねおん）」キャラクターデザイン
- 中川翔子CD「しょこたん☆かばー3 〜アニソンは人類をつなぐ〜」ジャケット、ライブツアー衣装「ジュエル」衣装デザイン
- のいぢゃ（アプリス）缶入り緑茶・190g
- 宝塚市立手塚治虫記念館で2011年7月1日 - 10月24日「osamu moet moso —feat.いとうのいぢ—」展が開催された。
- 2011年10月28日に母校である大阪デザイナー専門学校の学園祭の目玉行事として講演会が開催された。
- 着信御礼!ケータイ大喜利オリジナルキャラクター「大喜利子」キャラクターデザイン
- DJ和CD「J-アニソン神曲祭り」シリーズ ジャケットデザイン
- バーチャルYouTuber「天神子兎音」キャラクターデザイン
- 22/7「瀬良穂乃花」キャラクターデザイン

## 同人活動
富士壺機械（正式な読み仮名は「ふじつぼまっすぅい〜ん」。便宜上「フジツボマシーン」とも表記される）という同人サークルを主宰している。またかつてはコスプレイヤーとしても参加していた時期があった。